# Dorothea Weltecke
Dorothea Weltecke (* 10. Juni 1967 in Arolsen) ist eine deutsche Historikerin.

## Leben und Wirken
Weltecke studierte von 1988 bis 1996 Geschichte, Semitistik und Kunstgeschichte an der FU Berlin mit dem Abschluss M. A. Von 1992 bis 1999 war sie Stipendiatin der Studienstiftung des Deutschen Volkes. Im Jahr 2000 erfolgte die Promotion mit einer von Kaspar Elm betreuten Arbeit zur Dr. phil. Für ihre Dissertation mit dem Titel Die „Beschreibung der Zeiten“ von Mōr Michael dem Großen (1126–1199). Eine Studie zu ihrem historischen und historiographiegeschichtlichen Kontext wurde sie 2001 mit dem Ernst-Reuter-Preis der FU Berlin ausgezeichnet.
Von 2000 bis 2001 war sie wissenschaftliche Mitarbeiterin im DFG-Projekt „Vertrauen“ von Ute Frevert an der Universität Bielefeld. Von 2001 bis 2007 war sie wissenschaftliche Mitarbeiterin von Frank Rexroth an der Universität Göttingen, wo ihr 2007 habilitationsäquivalente Leistungen bestätigt wurden. Von 2007 bis 2017 war Weltecke Professorin für die Geschichte der Religionen an der Universität Konstanz. Seit 2013 ist sie Leiterin der Forschungsstelle für Aramäische Studien. Zum Sommersemester 2017 wechselte sie auf eine Professur für Mittelalterliche Geschichte an die Universität Frankfurt am Main. Im Kollegjahr 2019/20 forschte Weltecke als Senior Fellow am Historischen Kolleg in München. Seit Anfang 2020 war sie mit Birgit Emich Sprecherin der Frankfurter DFG-Kollegforschungsgruppe „Polyzentrik und Pluralität vormoderner Christentümer“ – „Polycentricity and Plurality of Premodern Christianities“ (POLY). Im Februar 2021 nahm sie einen Ruf auf die W3-Professur für Spätmittelalter an der Humboldt-Universität zu Berlin an und nahm ihre Tätigkeit dort als Nachfolgerin von Johannes Helmrath zum Wintersemester 2021/22 auf. Sie ist seit 2024 Mitglied des Konstanzer Arbeitskreises für mittelalterliche Geschichte.
Welteckes Forschungsschwerpunkte sind transkulturelle und transreligiöse Geschichte des Mittelalters, Geschichte der religiösen Devianz, Transkulturelle Geschichte des Christentums, die Kulturen der syrischen Tradition, Historiographiegeschichte, Geschichte des Wissens, Sozialgeschichte sowie die vergleichende Geschichte der religiösen Vielfalt.
Weltecke ist stellvertretende Vorsitzende des Verbandes der Historiker und Historikerinnen Deutschlands.

## Schriften (Auswahl)
Monographien
- Die „Beschreibung der Zeiten“ von Mōr Michael dem Großen (1126–1199). Peeters, Louvain 2003, ISBN 90-429-1132-8.
- „Der Narr spricht: Es ist kein Gott“. Atheismus, Unglauben und Glaubenszweifel vom 12. Jahrhundert bis zur Neuzeit. Campus-Verlag, Frankfurt am Main 2010, ISBN 978-3-593-39194-6.
- Jenseits des „christlichen Abendlandes“. Grenzgänge in der Geschichte der Religionen des Mittelalters. [Antrittsvorlesung, am 24. Oktober 2008 an der Universität Konstanz gehalten]. UVK, Konstanz 2010, ISBN 978-3-87940-824-5.
- Minderheiten und Mehrheiten. Erkundungen religiöser Komplexität im mittelalterlichen Afro-Eurasien. De Gruyter, Berlin 2020, ISBN 978-3-11-068923-5.
- Die drei Ringe. Warum die Religionen erst im Mittelalter entstanden sind. C.H.Beck, München 2024, ISBN 978-3-406-81192-0.

Herausgeberschaften
- Geschichte, Theologie, Liturgie und Gegenwartslage der syrischen Kirchen. Beiträge zum Sechsten Deutschen Syrologen-Symposium in Konstanz, Juli 2009. Harrassowitz, Wiesbaden 2012, ISBN 978-3-447-06732-4.
- mit Ulrich Rüdiger und Ulrich Gotter: Religiöse Vielfalt und der Umgang mit Minderheiten. UVK-Verlag, Konstanz 2015, ISBN 978-3-86764-536-2.
- Neue aramäische Studien. Geschichte und Gegenwart. Lang, Frankfurt am Main 2017, ISBN 978-3-631-73131-4.
- Essen und Fasten. Interreligiöse Abgrenzung, Konkurrenz und Austauschprozesse = Food and fasting. Interreligious differentiations, competition and exchange (= Beihefte zum Archiv für Kulturgeschichte. Heft 81). Böhlau, Köln/Wien/Weimar 2017, ISBN 978-3-412-50924-8.